# Tế bào alpha
Tế bào alpha (tế bào α) là tế bào nội tiết nằm trong tiểu đảo của tuyến tụy. Chúng chiếm tới 20% tổng số tế bào đảo tụy của người, tổng hợp và tiết ra hormone peptide glucagon, điều chỉnh tăng nồng độ glucagon trong máu.

## Chức năng
Glucagon liên kết với các thụ thể trên tế bào gan và một số tế bào khác (tế bào thận) nhằm tăng lượng glucose. Sự liên kết này kích hoạt một enzyme, glycogen phosphorylase, bên trong tế bào gan để thủy phân glycogen thành glucose. Ở động vật gặm nhấm, các tế bào alpha phân bố ở ngoại vi tiểu đảo còn ở người thì lại xen kẽ. Dưới kính hiển vi điện tử, có thể phát hiện tế bào alpha nhờ hạt đặc trưng bởi: lõi đặc, lớn và quầng sáng nhỏ xung quanh.